# Arcuphantes kobayashii
Arcuphantes kobayashii är en spindelart som beskrevs av Ryoji Oi 1979. Arcuphantes kobayashii ingår i släktet Arcuphantes och familjen täckvävarspindlar. Inga underarter finns listade i Catalogue of Life.